# Homo njarasensis
L'Africantropo (Homo njarasensis) è il nome dato ai fossili di ominide scoperti nel 1935 presso il lago Njarasa, nell'Africa orientale (Tanzania) e risalenti al pleistocene medio. 
I resti vennero in principio classificati con il nome scientifico di Africanthropus njarasensis, in seguito modificato in Homo njarasensis.